# مينداوغاس كاتشيناس
مينداوغاس كاتشيناس مواليد 30 يونيو 1993 في كلايبيدا، هو لاعب كرة سلة ليتواني. بدأ مسيرته الاحترافية في سنة 2016. يحمل الرقم 23. يبلغ طوله 6 قدم 7 بوصة (2.0 م). لعب مع نادي نبتونس لكرة السلة في الدوري الليتواني لكرة السلة.

## روابط خارجية
- مينداوغاس كاتشيناس على موقع الاتحاد الدولي لكرة السلة (الإنجليزية)
- مينداوغاس كاتشيناس على موقع كرة السلة الأوروبية.كوم (الإنجليزية)
- مينداوغاس كاتشيناس على موقع كلية كرة السلة في سبورتس رفرنس.كوم (الإنجليزية)
- مينداوغاس كاتشيناس على موقع ريلجم (الإنجليزية)
- مينداوغاس كاتشيناس على موقع بروبوليرز (الإنجليزية)